# Varois-et-Chaignot
Varois-et-Chaignot település Franciaországban, Côte-d’Or megyében. Lakosainak száma 2068 fő (2022. január 1.). Varois-et-Chaignot Saint-Julien, Quetigny, Couternon, Bretigny, Orgeux, Ruffey-lès-Echirey és Saint-Apollinaire községekkel határos.

## Népesség
A település népessége az elmúlt években az alábbi módon változott:
| Lakosok száma | 390  | 1369 | 1717 | 1979 | 2016 | 1955 | 1913 | 1944 | 1990 | 2068 |
|               | 1968 | 1982 | 1990 | 2006 | 2013 | 2015 | 2017 | 2019 | 2020 | 2022 |